# I Feel Like Dancin'
«I Feel Like Dancin» —en español: «Siento ganas de bailar»— es una canción interpretada por la banda estadounidense de pop punk All Time Low. La canción pertenece a su cuarto álbum de estudio Dirty Work, publicado en 2011. Se lanzó como primer sencillo de dicho álbum, el 5 de abril de 2011, en formato digital por Interscope Records. El sencillo fue escrito por Alex Gaskarth y el vocalista de Weezer, Rivers Cuomo, mientras que su producción estuvo a cargo de los productores Matt Squire, Butch Walker y Mike Green. Su video musical, dirigido por Matthew Stawski, se publicó el 23 de mayo de 2011 en el canal Vevo de All Time Low. El 24 de mayo de 2011, la banda viajó al Reino Unido para promocionar la canción. Ellos interpretaron «I Feel Like Dancin» junto a una versión de «Hold It Against Me», canción de la cantante Britney Spears, en la BBC Radio 1.

## Video musical
El video musical de «I Feel Like Dancin» fue dirigido por Matthew Stawski, quien había trabajado anteriormente con la banda en «Weightless» y «Damned If I Do Ya (Damned If I Don't)». El video es una sátira de la industria musical contemporánea, en él se indica como los actuales videos de música ya no demuestran lo que realmente dice la canción. Éste comienza con un intercambio de ideas entre la banda y el "director" para crear un video musical. Ya con una idea establecida, el ejecutivo dice que All Time Low utilizará una serie de "métodos" para elaborar un video exitoso.
El primer método es la "colocación de productos", la cual consiste en situar productos Rockstar alrededor de los integrantes de la banda. El segundo método es "vender sexo a los televidentes" y vestir a los integrantes de la banda, como el elenco del reality show Jersey Shore. También se puede ver a Alex, Zack, y Rian rodeados de mujeres en bikini, mientras que Jack no está satisfecho por haber sido puesto al lado de dos hombres. El tercer y último método trata de "robar ideas de la gente", en este método se puede ver a la banda imitando videos populares. Algunos videos de música que están en la mira son: «Bad Romance» de Lady Gaga, «Baby» de Justin Bieber y «California Gurls» por Katy Perry. 

## Formato
| «I Feel Like Dancin'» — descarga digital |                       |          |  |
| N.º                                      | Título                | Duración |  |
| 1.                                       | «I Feel Like Dancin'» | 3:01     |  |

## Posicionamiento en listas
| Estados Unidos | Bubbling Under Hot 100 | 13 |
| Estados Unidos | Heatseekers Songs      | 21 |
| Estados Unidos | Pop Songs              | 39 |
| Reino Unido    | UK Singles Chart       | 85 |